# 1949–1950-es norvég labdarúgó-bajnokság (első osztály)
Az 1949–1950-es Hovedserien volt a 6. alkalommal megrendezett, legmagasabb szintű labdarúgó-bajnokság Norvégiában.
A címvédő a Fredrikstad volt. A szezont a Fram Larvik csapata nyerte, a bajnokság történetében először.

## Tabellák

### A csoport
| Hely. | Csapat             | M  | Gy | D | V | G+ | G– | Gk  | P  | Továbbjutás vagy kiesés |
| ----- | ------------------ | -- | -- | - | - | -- | -- | --- | -- | ----------------------- |
| 1.    | Fram Larvik (F, B) | 14 | 7  | 6 | 1 | 22 | 13 | +9  | 20 | Továbbjutott a döntőbe  |
| 2.    | Sarpsborg          | 14 | 5  | 7 | 2 | 24 | 17 | +7  | 17 |                         |
| 3.    | Viking             | 14 | 5  | 6 | 3 | 28 | 20 | +8  | 16 |                         |
| 4.    | Vålerengen         | 14 | 5  | 6 | 3 | 23 | 24 | −1  | 16 |                         |
| 5.    | Lyn                | 14 | 5  | 3 | 6 | 21 | 21 | 0   | 13 |                         |
| 6.    | Selbak (F)         | 14 | 3  | 7 | 4 | 17 | 21 | −4  | 13 |                         |
| 7.    | Ålgård (K)         | 14 | 1  | 7 | 6 | 8  | 18 | −10 | 9  | Kiesett                 |
| 8.    | Storm (K)          | 14 | 2  | 4 | 8 | 18 | 27 | −9  | 8  | Kiesett                 |

### B csoport
| Hely. | Csapat         | M  | Gy | D | V  | G+ | G– | Gk  | P  | Továbbjutás vagy kiesés |
| ----- | -------------- | -- | -- | - | -- | -- | -- | --- | -- | ----------------------- |
| 1.    | Fredrikstad    | 14 | 8  | 5 | 1  | 38 | 11 | +27 | 21 | Továbbjutott a döntőbe  |
| 2.    | Sparta         | 14 | 9  | 3 | 2  | 26 | 9  | +17 | 21 |                         |
| 3.    | Ørn            | 14 | 8  | 1 | 5  | 32 | 24 | +8  | 17 |                         |
| 4.    | Skeid          | 14 | 6  | 4 | 4  | 19 | 18 | +1  | 16 |                         |
| 5.    | Strømmen (F)   | 14 | 5  | 3 | 6  | 19 | 25 | −6  | 13 |                         |
| 6.    | Sandefjord     | 14 | 4  | 3 | 7  | 15 | 25 | −10 | 11 |                         |
| 7.    | Ranheim (F, K) | 14 | 3  | 3 | 8  | 10 | 29 | −19 | 9  | Kiesett                 |
| 8.    | Mjøndalen (K)  | 14 | 1  | 2 | 11 | 9  | 27 | −18 | 4  | Kiesett                 |

## Meccstáblázatok

### A csoport
| Hazai \ Vendég | ÅLG | FRA | LYN | SAR | SEL | STO | VIF | VIK |
| -------------- | --- | --- | --- | --- | --- | --- | --- | --- |
| Ålgård         | —   | 0–2 | 1–1 | 1–1 | 0–0 | 1–0 | 1–1 | 1–3 |
| Fram Larvik    | 0–0 | —   | 0–2 | 3–2 | 3–0 | 1–1 | 1–1 | 2–1 |
| Lyn            | 0–0 | 1–3 | —   | 1–1 | 1–2 | 4–2 | 2–3 | 0–1 |
| Sarpsborg      | 2–2 | 0–1 | 2–1 | —   | 2–0 | 2–0 | 4–1 | 3–3 |
| Selbak         | 2–0 | 1–1 | 2–3 | 1–1 | —   | 1–1 | 2–4 | 2–2 |
| Storm          | 2–0 | 0–1 | 4–2 | 1–2 | 0–1 | —   | 1–1 | 2–2 |
| Vålerengen     | 3–1 | 2–2 | 0–1 | 1–1 | 1–1 | 4–2 | —   | 0–5 |
| Viking         | 1–0 | 2–2 | 0–2 | 1–1 | 2–2 | 5–2 | 0–1 | —   |

### B csoport
| Hazai \ Vendég | FFK | MJØ | ØRN | RAN | SBK | SKD | SPA | STR |
| -------------- | --- | --- | --- | --- | --- | --- | --- | --- |
| Fredrikstad    | —   | 4–2 | 8–0 | 4–0 | 1–1 | 2–2 | 1–1 | 5–0 |
| Mjøndalen      | 0–1 | —   | 0–2 | 0–1 | 0–3 | 1–0 | 0–1 | 2–2 |
| Ørn            | 2–3 | 2–0 | —   | 0–0 | 4–0 | 5–3 | 0–2 | 4–0 |
| Ranheim        | 1–5 | 2–2 | 0–2 | —   | 1–0 | 0–2 | 1–3 | 0–3 |
| Sandefjord     | 1–4 | 3–0 | 1–5 | 3–1 | —   | 0–0 | 1–0 | 1–2 |
| Skeid          | 1–0 | 2–1 | 2–0 | 0–1 | 1–1 | —   | 0–4 | 3–1 |
| Sparta         | 0–0 | 2–1 | 3–2 | 1–1 | 4–0 | 1–2 | —   | 3–0 |
| Strømmen       | 0–0 | 2–0 | 2–4 | 4–1 | 2–0 | 1–1 | 0–1 | —   |

## Döntő
- Fredrikstad 1–1 Fram Larvik
- Fram Larvik 1–0 Fredrikstad

0* A Fram Larvik csapata nyert 2–1-es összesítéssel